# Annick De Ridder
Annick De Ridder (Anversa, 4 febbraio 1979) è un'avvocata e politica belga fiamminga, membro della Nuova Alleanza Fiamminga.

## Biografia

### Formazione
De Ridder ha completato i suoi studi secondari presso l'Istituto femminile di educazione cristiana di Anversa, dove si è laureata in latino-matematica. Successivamente, ha ottenuto la laurea in giurisprudenza presso l'UFSIA nel 1999 e successivamente la licenza presso l'UIA nel 2002. Nel 2013 ha conseguito un diploma post laurea in finanza aziendale presso la Katholieke Universiteit Leuven.

### Attività politica
De Ridder divenne nota nelle Fiandre durante la sua presidenza dei Jong VLD-Antwerp. Durante quel periodo entrò in guerra contro l'approvazione della destra sull'immigrazione. Più tardi fece la notizia nel dibattito sul ponte Lange Wapper ad Anversa, dove sostenne fortemente il lavaggio e il boicottaggio della cozza della Zelanda per rompere il dossier dell'approfondimento della Schelda.
Dal 2002 al 2011 De Ridder è stato avvocato presso il Bar di Anversa, presso lo studio legale Caeymaex, Lenière, Verstraeten e Partners. Alla terza elezione diretta nelle Fiandre del 13 giugno 2004, è stata eletta nel distretto elettorale di Anversa. Era attiva, tra le altre cose, come membro permanente del Comitato per i Lavori pubblici, la Mobilità e l'Energia. Dopo le successive elezioni fiamminghe del 7 giugno 2009, è tornata nel Parlamento fiammingo alla fine di giugno 2009. Ha presieduto la Commissione per gli affari amministrativi, gli affari interni, il decreto di valutazione, l'integrazione e il turismo dal 2009 al 2013.
Dal 2007 al 2011 è stata capogrupppo dell'Open Vld nel consiglio comunale di Anversa e direttrice dell'Autorità portuale di Anversa. Nell'aprile 2011 ha depositato entrambi i mandati e lasciato il consiglio comunale per assumere un lavoro presso Katoen Natie.
Il 25 novembre 2013 ha annunciato il suo trasferimento alla N-VA. Nelle elezioni fiamminghe del 25 maggio 2014, è stata eletta per la prima volta nell'elenco N-VA del Parlamento fiammingo con 30.573 voti preferenziali. Dal 2014 è attiva nel comitato per la mobilità e i lavori pubblici, la Commissione per la politica generale, le finanze e il bilancio e la Commissione per la lotta alla radicalizzazione violenta. Dalla fine di giugno alla fine del luglio 2014 è stata segretaria dell'Ufficio di presidenza (amministrazione quotidiana) del Parlamento fiammingo. Dall'inizio del luglio 2014, è stata anche nominata membro costitutivo dell'N-VA e divenne un capo frazionato nel Senato.